# Stuckenia striata
Stuckenia striata är en nateväxtart som först beskrevs av Hipólito Ruiz López och Pav., och fick sitt nu gällande namn av Josef Holub. Stuckenia striata ingår i släktet snärpnatar, och familjen nateväxter. Inga underarter finns listade.